# 窟野河

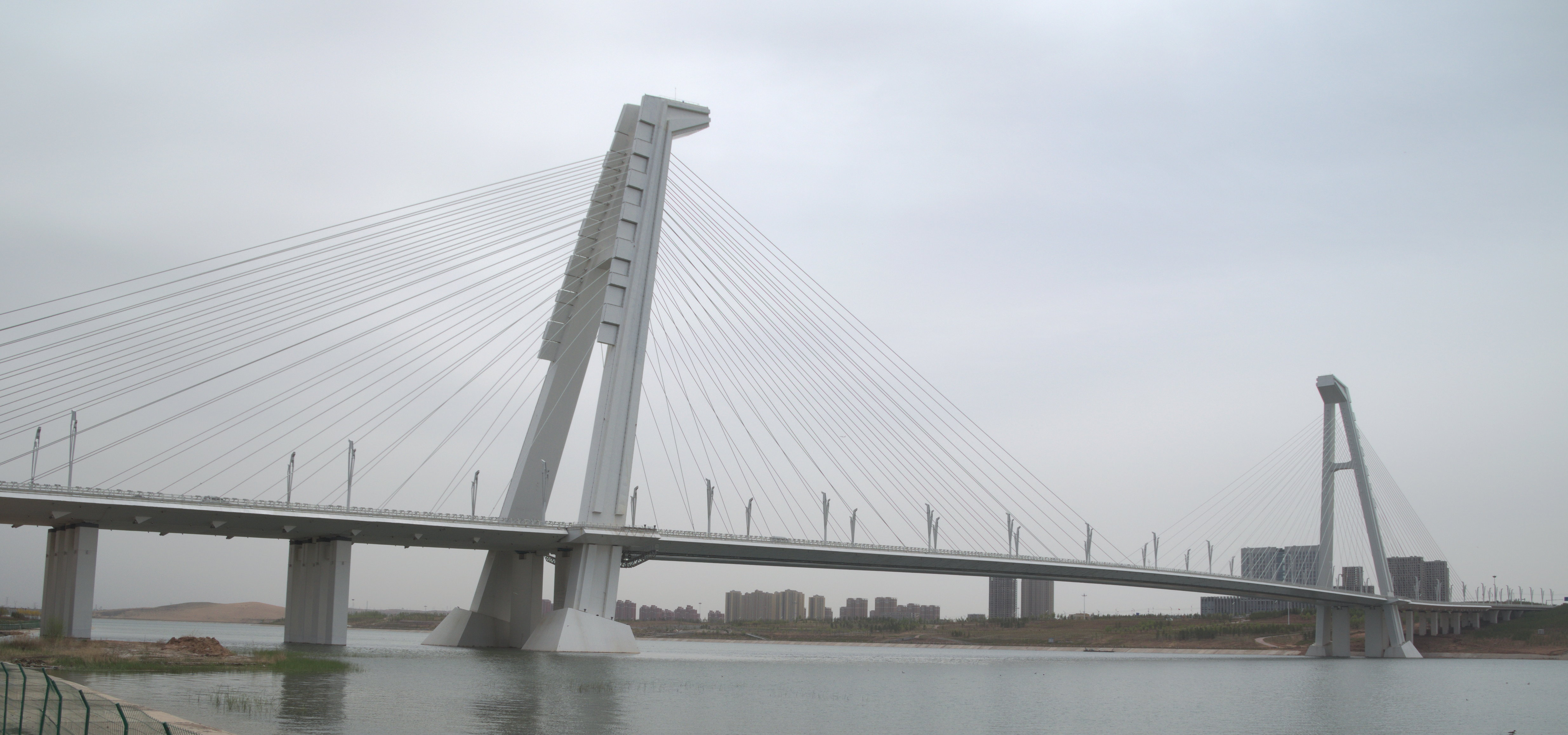
上游鄂尔多斯康巴什新区乌兰木伦河上的大桥

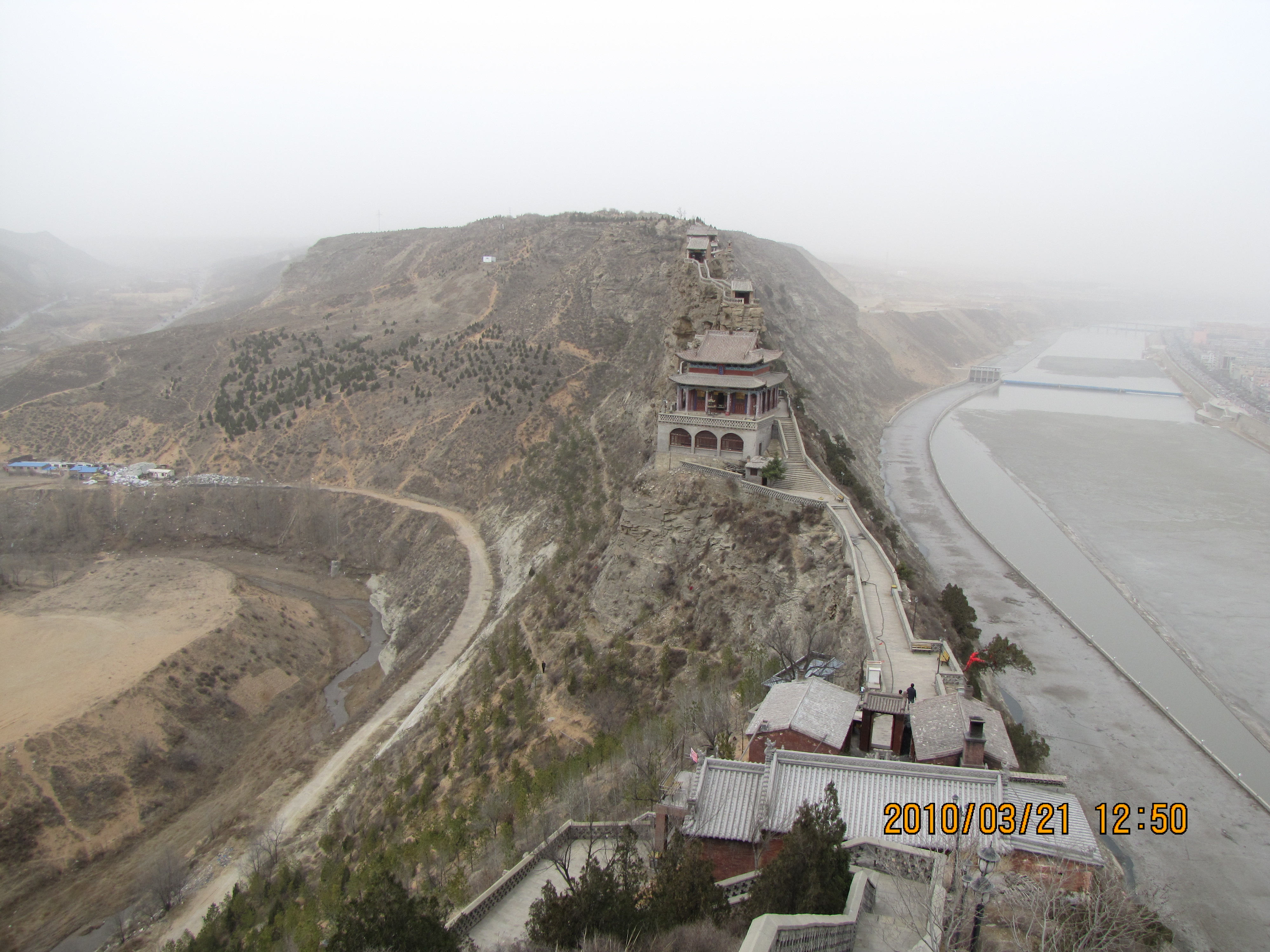
神木市区的二郎山，图中右侧即为窟野河。

窟野河，中华人民共和国西北部的一条河流，为黄河右岸支流，上游称乌兰木伦河，发源于内蒙古自治区鄂尔多斯市伊金霍洛旗苏布尔嘎镇杨家壕北山，自西北向东南，流经鄂尔多斯康巴什区、伊金霍洛旗乌兰木伦镇、陕西省神木市大柳塔镇、孙家岔镇、店塔镇、神木市区、沙峁镇、贺家川镇等地，于贺家川镇沙峁头村汇入黄河。河长241.8千米，流域面积8706平方千米，河道平均比降3.44‰。年均径流量7.62亿立方米，年均输沙量14400万吨。流域地处黄土高原丘陵沟壑区，植被稀少，土地侵蚀严重，地形切割破碎。